# Cyphia deltoidea
Cyphia deltoidea är en klockväxtart som beskrevs av Franz Elfried Wimmer. Cyphia deltoidea ingår i släktet Cyphia, och familjen klockväxter.
Artens utbredningsområde är KwaZulu-Natal. Inga underarter finns listade i Catalogue of Life.